# Myštice
Myštice falu és önkormányzat (obec) Csehország Dél-csehországi kerületének Strakonicei járásában. Területe 16 km², lakosainak száma 291 (2008. 12. 31). A falu Strakonicétől mintegy 22 km-re északra, České Budějovicétől 65 km-re északnyugatra, és Prágától 78 km-re délnyugatra fekszik.
A település első írásos említése 1348-ból származik.

## Az önkormányzathoz tartozó települések
- Myštice
- Kožlí
- Laciná
- Střížovice
- Svobodka
- Vahlovice
- Výšice

## Nevezetességek
- Aranylelőhelyek a Lomnice-patak partján.

## Népesség
A település népessége az elmúlt években az alábbi módon változott:
| Lakosok száma | 1088 | 1029 | 888  | 582  | 392  | 282  | 282  | 290  | 260  | 272  |
|               | 1869 | 1890 | 1921 | 1950 | 1980 | 2001 | 2017 | 2019 | 2022 | 2024 |